# Palla Dapples
Die Palla d’argento Henri Dapples war ein Fußballwettbewerb für Vereinsmannschaften in Italien zu Beginn des 20. Jahrhunderts.
Sie wurde zwischen 1903 und 1909 insgesamt 48-mal ausgespielt. Rekordsieger ist die AC Mailand mit 23 Titeln.

## Geschichte
Die Palla Dapples wurde vom damaligen Funktionär und früheren Spieler des CFC Genua, Henri Dapples, der sich 1903 als aktiver Spieler zurückgezogen hatte, gestiftet. Die Trophäe war ein lebensgroßer, silberner Fußball. Sie wurde den Gewinnern der Wettbewerbe überlassen, blieb aber stets Eigentum des CFC Genua.
Der Wettbewerb wurde zwischen dem Titelverteidiger und einem Herausfordererteam ausgespielt. Das Recht, Herausforderer in der nächsten Austragung zu sein, gewann die Mannschaft, die es als erste schaffte, das Herausforderungsschreiben innerhalb der ersten Minuten nach dem Abpfiff der aktuellen Partie zuzustellen. Dies war entweder per Hand oder auch per Telegramm möglich. Der Herausforderer gewann den Wettbewerb nur, wenn er den amtierenden Titelverteidiger besiegte. Bei einem Unentschieden blieb der Pokal in Händen des Titelverteidigers.
Anfang des 20. Jahrhunderts war die Zahl der Fußballtrophäen in Italien sehr begrenzt und die nationale Meisterschaft war erst wenige Jahre alt. Die Palla Dapples erlangte zwischenzeitlich einen derartigen Stellenwert, dass sie teilweise als „viel mehr als ein Scudetto“ angesehen wurde.
Nachdem die Trophäe jahrelang in den Museen der AC Mailand und von Inter Mailand ausgestellt worden war, wurde sie an die Fondazione Genoa zurückgegeben und wird derzeit im Vereinsmuseum des CFC Genua ausgestellt.

## Statistik

### Siegerliste
| Datum             | Begegnung                        | Ergebnis                                                   | Sieger                                                     |
| ----------------- | -------------------------------- | ---------------------------------------------------------- | ---------------------------------------------------------- |
| 20. Dezember 1903 | CFC Genua – SG Andrea Doria      | 1:1                                                        | CFC Genua                                                  |
| 26. Dez. 1903     | CFC Genua – SG Andrea Doria      | 0:0                                                        | CFC Genua                                                  |
| 27. Dezember 1903 | CFC Genua – SG Andrea Doria      | 1:0                                                        | CFC Genua                                                  |
| 3. Januar 1904    | CFC Genua – SG Andrea Doria      | 6:2                                                        | CFC Genua                                                  |
| 10. Januar 1904   | CFC Genua – FC Torinese          | 2:0                                                        | CFC Genua                                                  |
| 17. Januar 1904   | CFC Genua – AC Mailand           | 2:1                                                        | CFC Genua                                                  |
| 21. Februar 1904  | CFC Genua – Juventus Turin       | 2:0                                                        | CFC Genua                                                  |
| 13. November 1904 | CFC Genua – Juventus Turin       | 1:0                                                        | CFC Genua                                                  |
| 27. November 1904 | CFC Genua – SG Andrea Doria      | 1:1                                                        | CFC Genua                                                  |
| 4. Dezember 1904  | CFC Genua – SG Andrea Doria      | 1:0                                                        | CFC Genua                                                  |
| 11. Dezember 1904 | CFC Genua – SG Andrea Doria      | 0:2                                                        | SG Andrea Doria                                            |
| 9. April 1905     | SG Andrea Doria – AC Mailand     | 0:1                                                        | AC Mailand                                                 |
| 16. April 1905    | AC Mailand – SG Andrea Doria     | 4:0                                                        | AC Mailand                                                 |
| 30. April 1905    | AC Mailand – CFC Genua           | 2:0                                                        | AC Mailand                                                 |
| 12. November 1905 | AC Mailand – Juventus Turin      | 2:0                                                        | AC Mailand                                                 |
| 26. November 1905 | AC Mailand – US Milanese         | 6:0                                                        | AC Mailand                                                 |
| 10. Dezember 1905 | AC Mailand – Juventus Turin      | 3:2                                                        | AC Mailand                                                 |
| 11. November 1906 | AC Mailand – US Milanese         | 3:1                                                        | AC Mailand                                                 |
| 18. November 1906 | AC Mailand – US Milanese         | 3:1                                                        | AC Mailand                                                 |
| 25. November 1906 | AC Mailand – Ausonia FC          | 4:0                                                        | AC Mailand                                                 |
| 2. Dezember 1906  | AC Mailand – Ausonia FC          | 5:0                                                        | AC Mailand                                                 |
| 30. Dezember 1906 | AC Mailand – Ausonia FC          | 9:0                                                        | AC Mailand                                                 |
| 6. Januar 1907    | AC Mailand – Ausonia FC          | Spiel nicht ausgetragen, da Mannschaften nicht erschienen. | Spiel nicht ausgetragen, da Mannschaften nicht erschienen. |
| 21. April 1907    | AC Mailand – FBC Turin           | 2:0                                                        | AC Mailand                                                 |
| 28. April 1907    | AC Mailand – FBC Turin           | 3:3                                                        | AC Mailand                                                 |
| 3. November 1907  | AC Mailand – Ausonia FC          | 6:0                                                        | AC Mailand                                                 |
| 10. November 1907 | AC Mailand – Ausonia FC          | Spiel wegen kaputtem Ball annulliert.                      | Spiel wegen kaputtem Ball annulliert.                      |
| 8. Dezember 1907  | AC Mailand – US Milanese         | 1:3                                                        | US Milanese                                                |
| 15. Dezember 1907 | US Milanese – AC Mailand         | 1:2                                                        | AC Mailand                                                 |
| 22. Dezember 1907 | AC Mailand – US Milanese         | 2:1                                                        | AC Mailand                                                 |
| 16. Februar 1908  | AC Mailand – CFC Genua           | 1:0                                                        | AC Mailand                                                 |
| 1. März 1908      | AC Mailand – CFC Genua           | 2:3                                                        | CFC Genua                                                  |
| 8. März 1908      | CFC Genua – AC Mailand           | 1:3                                                        | AC Mailand                                                 |
| 15. März 1908     | AC Mailand – FBC Turin           | 2:1                                                        | AC Mailand                                                 |
| 29. März 1908     | AC Mailand – AC Libertas Mailand | 1:1                                                        | AC Mailand                                                 |
| 26. April 1908    | AC Mailand – CFC Genua           | 3:0                                                        | AC Mailand                                                 |
| 1. November 1908  | AC Mailand – CFC Genua           | 3:1                                                        | AC Mailand                                                 |
| 8. November 1908  | AC Mailand – Juventus Turin      | 2:1                                                        | AC Mailand                                                 |
| 15. November 1908 | AC Mailand – SG Pro Vercelli     | 0:2                                                        | SG Pro Vercelli                                            |
| 22. November 1908 | SG Pro Vercelli – Juventus Turin | 1:2                                                        | Juventus Turin                                             |
| 6. Dezember 1908  | Juventus Turin – SG Pro Vercelli | 0:3                                                        | SG Pro Vercelli                                            |
| 13. Dezember 1908 | SG Pro Vercelli – Juventus Turin | 2:3                                                        | Juventus Turin                                             |
| 20. Dezember 1908 | Juventus Turin – SG Pro Vercelli | 0:1                                                        | SG Pro Vercelli                                            |
| 27. Dezember 1908 | SG Pro Vercelli – FBC Turin      | 2:5                                                        | FBC Turin                                                  |
| 3. Januar 1909    | FBC Turin – AC Mailand           | 5:0                                                        | FBC Turin                                                  |
| 21. März 1909     | FBC Turin – Juventus Turin       | 2:1                                                        | FBC Turin                                                  |
| 28. März 1909     | FBC Turin – AC Mailand           | 2:1                                                        | FBC Turin                                                  |
| 4. April 1909     | FBC Turin – AC Mailand           | 2:0 (gewertet)                                             | FBC Turin (Forfait der AC Mailand)                         |
| 25. April 1909    | FBC Turin – CFC Genua            | 0:1                                                        | CFC Genua                                                  |
| 26. Dezember 1909 | CFC Genua – Spinola FC           | 10:0                                                       | CFC Genua                                                  |

### Rangliste der Sieger
| Mannschaft      | Siege | Auflagen |
| --------------- | ----- | --- |
| AC Mailand      | 23    | 9. April 1905, 16. April 1905, 30. April 1905, 12. November 1905, 26. November 1905, 10. Dezember 1905, 11. November 1906, 18. November 1906, 25. November 1906, 2. Dezember 1906, 30. Dezember 1906, 21. April 1907, 28. April 1907, 3. November 1907, 15. Dezember 1907, 22. Dezember 1907, 16. Februar 1908, 8. März 1908, 15. März 1908, 8. November 1908 |
| CFC Genua       | 13    | 20. Dezember 1903, 26. Dezember 1903, 27. Dezember 1903, 3. Januar 1904, 10. Januar 1904, 17. Januar 1904, 21. Februar 1904, 13. November 1904,27. November 1904, 4. Dezember 1904, 1. März 1908, 25. April 1909, 26. Dezember 1909 |
| FBC Turin       | 5     | 27. Dezember 1908, 3. Januar 1909, 21. März 1909, 28. März 1909, 4. April 1909 |
| SG Pro Vercelli | 3     | 15. November 1908, 6. Dezember 1908, 20. Dezember 1908 |
| Juventus Turin  | 2     | 22. November 1908, 13. Dezember 1908 |
| US Milanese     | 1     | 8. Dezember 1907 |
| SG Andrea Doria | 1     | 11. Dezember 1904 |